# Mastiglanis asopos
Mastiglanis asopos (o mandizinho ou bagrinho) é uma espécie de peixe sul-americano de água doce.